# Iwan Iwanow (funkcjonariusz NKWD)
Iwan Michajłowicz Iwanow (ur. 1911 w osadzie Krapiwinskaja w powiecie rosławskim w guberni smoleńskiej, zm. ?) – funkcjonariusz radzieckich organów bezpieczeństwa, jeden ze sprawców zbrodni katyńskiej.
Miał wykształcenie niepełne średnie, od 17 września 1931 służył z przerwami w Armii Czerwonej i organach represji. W 1940 pracownik Zarządu NKWD obwodu smoleńskiego, wiosną 1940 brał udział w mordowaniu polskich jeńców z obozu w Kozielsku, za co 26 października 1940 ludowy komisarz spraw wewnętrznych ZSRR Ławrientij Beria przyznał mu nagrodę pieniężną. Od 20 czerwca 1942 sierżant, później kapitan bezpieczeństwa państwowego, a od 18 czerwca 1958 major służby wewnętrznej. Od 1944 członek WKP(b), od 1954 szef wydziału łączności poczty kurierskiej Zarządu MWD obwodu smoleńskiego, 4 lutego 1959 zwolniony do rezerwy z powodu choroby. Odznaczony Orderem Czerwonego Sztandaru (25 czerwca 1954), Orderem Czerwonej Gwiazdy (21 maja 1947) i trzema medalami.